# 小行星7587
小行星7587（英語：7587 Weckmann）是一颗围绕太阳公转的小行星。1992年2月2日，艾瑞克·怀特·埃尔斯特在拉西拉天文台发现了此天体。
这颗小行星的绝对星等为63.4361215125928等。